# Кепер-Арык
Кепер-Арык (кирг. Кепер-Арык) — село в Московском районе Чуйской области Кыргызстана. Входит в состав Ак-Сууского аильного округа. Код СОАТЕ — 41708 217 804 05 0.

## Население
| год     | 2009 | 2014 | 2015 |
| ------- | ---- | ---- | ---- |
| человек | 549  | 768  | 785  |